# Felicity Huffman
Felicity Kendall Huffman (Bedford, Nueva York; 9 de diciembre de 1962) es una actriz estadounidense conocida principalmente por su papel como Lynette Scavo en la serie de televisión Desperate Housewives, emitida entre 2004 y 2012 en la cadena ABC durante un total de ocho temporadas. Su trayectoria como actriz comenzó en los escenarios, continuando con roles en televisión y cine. En 2005 interpretó el papel de una mujer transexual en la película independiente Transamérica, que le valió una nominación al premio Óscar. Varias veces galardonada por su desempeño actoral, entre sus múltiples premios se hallan el Emmy, el Globo de Oro y el Premio del Sindicato de Actores. En cuanto a su vida personal, desde 1997 está casada con el también actor William H. Macy.

## Primeros años
Huffman nació en Bedford, Nueva York, hija de Grace Valle (de soltera Ewing), actriz, y Moore Peters Huffman, banquero y socio de Morgan Stanley. Es de origen inglés, alemán, norirlandés, escocés, irlandés, francés y neerlandés. Sus padres se divorciaron un año después de su nacimiento y ella fue criada principalmente por su madre. Tiene seis hermanas (Mariah, Betsy, Jane, Gracia, Isabel, Jessie) y un hermano (Moore Jr.). Asistió a The Putney School, una escuela privada de  Putney, Vermont, y cursó la enseñanza media en la Interlochen Arts Academy en Traverse City, Míchigan. Después de la secundaria asistió a la Universidad de Nueva York y al instituto de actuación Circle in the Square, con una licenciatura en Bellas Artes en Drama.

## Carrera
Ha trabajado en televisión en series como Sports Night y ha hecho apariciones en Frasier o The West Wing. 
Huffman logró un reconocimiento internacional gracias a su trabajo en la serie Desperate Housewives (Amas de casas desesperadas, Esposas desesperadas o Mujeres desesperadas), donde hace el papel de Lynette Scavo, una ama de casa, publicista, esposa y madre de cinco hijos. El programa, que además cuenta con la coprotagonización estelar de Teri Hatcher, Eva Longoria y Marcia Cross, se emitió entre 2004 y 2012 en la cadena estadounidense ABC.
Por su desempeño ganó un premio Primetime Emmy como mejor actriz en una serie de comedia, un Premio del Sindicato de Actores a la mejor actriz en una serie de televisión de comedia y otro al mejor reparto en una serie de televisión de comedia.

### Cine
Huffman debutó en el cine en 1988 en la película Things Change, dirigida por David Mamet, donde hizo una breve aparición. Desde 1990 a 1997, realizó varios papeles como actriz de reparto. Los más notables fueron como Julianna Reinhardt, la esposa de Scott Reinhardt (Tim Matheson), en Quicksand: No Escape (1992), y como la agente McCune en The Spanish Prisoner (1997). Poco después interpretó el papel de Cynthia en la película dramática Magnolia (1999), dirigida y escrita por Paul Thomas Anderson. 
Durante la década de 2000, la actriz continuó haciendo papeles de reparto, aunque también tuvo papeles protagónicos. Actuó como Lindsay Davis, la hermana mayor de Helen Harris (Kate Hudson), en la comedia Raising Helen, y como Merry, la mejor amiga de Nora Krank (Jamie Lee Curtis), en Christmas with the Kranks.
Huffman recibió los premios a la mejor actriz de 2005 tanto del Festival de Cine de San Diego como del Festival de Cine de Tribeca por su actuación en Transamérica, donde hizo el papel de Sabrina Osbourne, una mujer transexual que nació bajo el nombre de Stanley Schupak y quien una semana antes de la vaginoplastia que concluirá su proceso de reasignación de sexo, descubre que tiene un hijo de diecisiete años del que desconocía su existencia. Ganó un Globo de Oro a la mejor actriz dramática por su desempeño en el filme. También recibió una nominación a los Premios Globo del Sindicato de Actores a la mejor actriz y una nominación a los Premios Óscar por el mismo papel.

## Vida personal
Huffman está casada con el actor William H. Macy, con quien tiene dos hijas, Sophie Grace (1 de agosto de 2000) y Georgia Grace (14 de marzo de 2002). Se casaron el 6 de septiembre de 1997. Huffman ha aparecido en la televisión, en películas, y en el escenario muchas veces con su marido, en el programa de televisión Sport Nights y en la película Magnolia. 
En 2005, Huffman reveló que había sufrido anorexia y bulimia durante su adolescencia hasta comenzada su juventud. Se identifica como pro-elección, y se ha visto haciendo campaña por los derechos de las mujeres en nombre de NARAL. También identifica como demócrata.[cita requerida] En 2006 publica el libro A Practical Handbook for the Boyfriend junto con una amiga suya.

## Problemas con la ley
En 2019 fue condenada a 14 días de cárcel  tras haber sido sentenciada por pagar un soborno de US$15 000 para que su hija fuera admitida en una universidad de élite.
Además, la sentencia incluye 250 horas de servicio comunitario y la obliga a pagar una multa de US$30 000.
"La señora Huffman está preparada para cumplir con el periodo de cárcel ordenado por el juez Talwani como parte del castigo impuesto por sus acciones", dijo un representante de la actriz en un comunicado.

## Filmografía
| Año        | Filme                                             | Papel                              | Notas |
| ---------- | ------------------------------------------------- | ---------------------------------- | --- |
| 1978       | ABC Afterschool Specials                          | Sara Greene                        | Episodio: ·A Home Run for Love" |
| 1988       | Things Change                                     | Chica de la rueda de la fortuna    | |
| 1988       | Lip Service                                       | Woman P.A.                         | Telefilm |
| 1990       | Reversal of Fortune                               | Minnie, Dershowitz's Student Staff | |
| 1991       | Golden Years                                      | Terry Spann                        | 7 Episodios |
| 1992       | Quicksand: No Escape                              | Julianna Reinhardt                 | Telefilm |
| 1992       | Raven                                             | Sharon Prior                       | Episodio: "...And Everything Nice" |
| 1992       | Water Engine                                      | Dance Hall Girl                    | Telefilm |
| 1992       | The Heart of Justice                              | Annie                              | Telefilm |
| 1992, 1997 | Law & Order                                       | Diane Perkins                      | 2 Episodios |
| 1993       | Expediente X                                      | Dr. Nancy Da Silva                 | Episodio: "Ice" |
| 1995       | Hackers                                           | Prosecuting Attorney               | |
| 1996       | Harrison: Cry of the City                         | Peggy Macklin                      | Telefilm |
| 1996       | El diario del destino                             | Det. Tagliatti                     | Episodio: Piloto |
| 1997       | Chicago Hope                                      | Ellie Stockton                     | Episodio: "Take My Wife, Please" |
| 1997       | The Spanish Prisoner                              | Pat McCune                         | |
| 1998–2000  | Sports Night                                      | Dana Whitaker                      | TV Series; Series Regular Nominated — Golden Globe Award for Best Actress – Television Series Musical or Comedy (2000) Nominated — Screen Actors Guild Award for Outstanding Performance by an Ensemble in a Comedy Series (2000) Nominated — Q Award for Best Actress in a Quality Comedy Series (2000) |
| 1999       | A Slight Case of Murder                           | Kit Wannamaker                     | |
| 1999       | Magnolia                                          | Cynthia                            | |
| 2001       | The Heart Department                              | Dra. Liza Peck                     | |
| 2001       | El ala oeste de la Casa Blanca                    | Ann Stark                          | Episodio: "The Leadership Breakfast" |
| 2001       | Snap Decision                                     | Carrie Dixon                       | |
| 2002       | Path to War                                       | Lady Bird Johnson                  | |
| 2002       | Door to Door                                      | Mamá de Joey                       | Acreditada |
| 2002       | Girls Club                                        | Marcia Holden                      | Episodio: Piloto |
| 2002–2003  | Kim Possible                                      | Dr. Betty Director                 | 2 Episodios |
| 2003       | Out of Order                                      | Lorna Colm                         | Miniserie Nominated — Satellite Award for Best Actress – Miniseries or Television Film |
| 2003       | Frasier                                           | Julia Wilcox                       | 8 episodios |
| 2003       | House Hunting                                     | Sheila                             | |
| 2004       | The D.A.                                          | Charlotte Ellis                    | 3 Episodios |
| 2004       | Raising Helen                                     | Lindsay Davis                      | |
| 2004       | Reversible Errors                                 | Judge Gillian Sullivan             | Nominada — Prism Award for Best Performance in a TV Movie or Miniseries |
| 2004       | Christmas with the Kranks                         | Merry                              | |
| 2004–2012  | Mujeres desesperadas                              | Lynette Scavo                      | Series regular Primetime Emmy Award for Outstanding Lead Actress in a Comedy Series (Won 2005, Nominated 2007) Satellite Award for Best Actress – Television Series Musical or Comedy (Won 2005, Nominated 2006-2007) Screen Actors Guild Award for Outstanding Performance by a Female Actor in a Comedy Series (Won 2006, Nominated 2007) Screen Actors Guild Award for Outstanding Performance by an Ensemble in a Comedy Series (Won 2005-2006, Nominated 2007-2009) Nominated — Golden Globe Award for Best Actress – Television Series Musical or Comedy (2005–2007) Nominated — Prism Award for Best Performance in a Comedy Series |
| 2005       | Transamérica                                      | Sabrina 'Bree' Osbourne            | African-American Film Critics Association for Best Actress Bangkok International Film Festival Award for Best Actress Golden Globe Award for Best Actress - Motion Picture Drama Dallas-Fort Worth Film Critics Association Award for Best Actress Jury Award for Best Actress at the Ft. Lauderdale International Film Festival Independent Spirit Award for Best Lead Female National Board of Review Award for Best Actress Palm Springs International Film Festival Award for Best Breakthrough Performance Phoenix Film Critics Society Award for Best Actress San Diego Film Festival Award for Best Actress Satellite Award for Best Actress - Motion Picture Drama Southeastern Film Critics Association Award for Best Actress Tribeca Film Festival Award for Best Actress Vancouver Film Critics Circle Award for Best Actress Nominated — Academy Award for Best Actress Nominated — Broadcast Film Critics Association Award for Best Actress Nominated — Chicago Film Critics Association Award for Best Actress Nominated — Oklahoma Film Critics Circle Award for Best Actress Nominated — Online Film Critics Society Award for Best Actress Nominated — Screen Actors Guild Award for Outstanding Performance by a Female Actor in a Leading Role Nominated — Washington D. C. Area Film Critics Association Award for Best Actress |
| 2006       | Studio 60 on the Sunset Strip                     | Ella misma                         | Episodio: Piloto |
| 2006       | Choose Your Own Adventure: The Abominable Snowman | Pilot Nima                         | Directo a vídeo; voz |
| 2007       | Georgia Rule                                      | Lilly Wilcox                       | Nominada — Prism Award for Performing in a Feature Film |
| 2008       | Phoebe In Wonderland                              | Hillary Lichten                    | |
| 2010       | Family Guy                                        |                                    | voz |
| 2010       | Lesster                                           | Mom                                | escritora, directora and actriz |
| 2012       | Untitled Felicity Huffman Project                 |                                    | TNT show |
| 2012       | Keep Coming Back                                  |                                    | Preproducción |
| 2012       | Come Back to Sorrento                             |                                    | Preproducción |
| 2014       | Cake                                              | Annette                            | |
| 2015-2017  | American Crime                                    | Barbara "Barb" Hanlon              | |
| 2019       | When They See Us                                  | Linda Fairstein                    | |
| 2019       | Más que madres                                    | Helen Halston                      | |

## Premios y reconocimientos
Premios Óscar
| Año  | Categoría    | Película     | Resultado |
| ---- | ------------ | ------------ | --------- |
| 2006 | Mejor actriz | Transamérica | Nominada  |

Globos de Oro
| Año  | Categoría                                                   | Película               | Resultado |
| ---- | ----------------------------------------------------------- | ---------------------- | --------- |
| 2007 | Mejor actriz en una serie de televisión - Comedia o musical | Desesperate Housewives | Candidata |
| 2006 | Mejor actriz de Drama                                       | Transamerica           | Ganadora  |
| 2006 | Mejor actriz en una serie de televisión - Comedia o musical | Desesperate Housewives | Candidata |
| 2005 | Mejor actriz en una serie de televisión - Comedia o musical | Desesperate Housewives | Candidata |
| 2000 | Mejor actriz en una serie de televisión - Comedia o musical | Sports Night           | Candidata |

Premios del Sindicato de Actores
| Año  | Categoría                                          | Película               | Resultado |
| ---- | -------------------------------------------------- | ---------------------- | --------- |
| 2009 | Mejor reparto en una serie de televisión - Comedia | Desesperate Housewives | Candidata |
| 2008 | Mejor reparto en una serie de televisión - Comedia | Desesperate Housewives | Candidata |
| 2007 | Mejor reparto en una serie de televisión - Comedia | Desesperate Housewives | Candidata |
| 2007 | Mejor actriz en una serie de televisión - Comedia  | Desesperate Housewives | Candidata |
| 2006 | Mejor actriz                                       | Transamérica           | Candidata |
| 2006 | Mejor reparto en una serie de televisión - Comedia | Desesperate Housewives | Ganadora  |
| 2006 | Mejor actriz en una serie de televisión - Comedia  | Desesperate Housewives | Ganadora  |
| 2005 | Mejor reparto en una serie de televisión - Comedia | Desesperate Housewives | Ganadora  |
| 2000 | Mejor reparto en una serie de televisión - Comedia | Sports Night           | Candidata |

Premios Emmy
| Año  | Categoría                                 | Película               | Resultado |
| ---- | ----------------------------------------- | ---------------------- | --------- |
| 2007 | Emmy a la mejor actriz - Serie de comedia | Desesperate Housewives | Candidata |
| 2005 | Emmy a la mejor actriz - Serie de comedia | Desesperate Housewives | Ganadora  |

Independent Spirit
| Año  | Categoría                | Película     | Resultado |
| ---- | ------------------------ | ------------ | --------- |
| 2005 | Premio a la mejor actriz | Transamerica | Ganadora  |

Estrella en el Paseo de la Fama
| Año  |                                               |
| ---- | --------------------------------------------- |
| 2012 | Estrella en el 7072 Hollywood Blvd, at LaBrea |

- OBIE Award

1994–95: Ganó por su actuación como Donny en la obra de David Mamet The Cryptogram.
- Otros honores

2009: En junio de 2008 se anunció que Felicity Huffman recibiría una estrella en el Paseo de la Fama de Hollywood. Aunque se anunció en junio de 2008, se encuentra entre la lista de beneficiarios de 2009. Finalmente Huffman logra la Estrella en el 7072 Hollywood Blvd, en LaBrea, el 7 de marzo de 2012 junto con su esposo el también actor William H. Macy. Ambos fueron premiados con las estrellas número 2463 y 2464.